# Turkmenisches Staatsinstitut für Wirtschaftswissenschaften und Management
Das Turkmenische Staatsinstitut für Wirtschaftswissenschaften und Management (turkmenisch Türkmen döwlet ykdysadyýet we dolandyryş instituty, englisch Turkmen State Institute of Economics and Management) ist eine Universität in Aşgabat, der Hauptstadt Turkmenistans. Die staatliche Universität gilt im Bereich der Wirtschaftswissenschaft als bedeutendste Universität des zentralasiatischen Landes.

## Entwicklung
Die Universität wurde am 31. Januar 1980 in der damaligen Turkmenischen Sozialistischen Sowjetrepublik als Turkmenisches Institut für Nationalökonomie gegründet. Die Grundlage für die Entwicklung der neuen Universität bildete die wirtschaftswissenschaftliche Fakultät der Turkmenischen Staatsuniversität, die mit der Gründung des Instituts für Nationalökonomie in diesem aufging.
Auch nach der Unabhängigkeit Turkmenistans im Jahr 1991 blieb die Universität als führende Wirtschaftsuniversität des Landes erhalten, wurde dabei jedoch zunehmend vom autoritären System des Präsidenten Saparmyrat Nyýazow vereinnahmt. Wie an allen Universitäten des Landes wurde auch am Turkmenischen Institut für Nationalökonomie das Studium der Ruhnama, des allgegenwärtigen Hauptwerks von Präsident Nyýazow, zu einem bedeutenden Teil des Studiums, die Möglichkeit zur Promotion wurde abgeschafft und die Dauer des Studiums sowie die Anzahl der Studenten reduziert. Zu den Aufgaben der Universität zählten nach Angaben der Turkmenischen Akademie der Wissenschaften das „Studium der heiligen Ruhnama“ sowie das „Studium des Wachstums der Volkswirtschaft Turkmenistans“. Zu diesem Zweck wurde in der wirtschaftswissenschaftlichen Fakultät der Universität eine eigene Abteilung für das Studium der Ruhnama eingerichtet.
Nach dem Tod Nyýazows im Dezember 2006 und der Machtübernahme durch Gurbanguly Berdimuhamedow wurde die Ruhnama aus der Hochschullehre gestrichen, die ideologische Beeinflussung der Hochschulbildung in Turkmenistan blieb allerdings auch unter dem neuen Präsidenten erhalten. Am 14. April 2008 wurde die Universität per Dekret des Präsidenten umbenannt und trägt seitdem ihren heutigen Namen. Am 28. September 2011 weihte Präsident Berdimuhamedow begleitet von staatlicher Propaganda die sogenannten Wirtschaftsstadt im Süden Aşgabats ein, in der unter anderem neue Räumlichkeiten für das Turkmenische Staatsinstitut für Wirtschaftswissenschaften und Management entstanden waren.

## Organisation
Die Universität ist in vier verschiedene Fakultäten gegliedert, die den Bereichen Wirtschaftswissenschaften, Finanzwesen, Marketing und berufliche Weiterbildung zugeordnet sind. Die Gesamtzahl der Studenten an der Universität wird auf 3000 bis 4000 geschätzt. Grundlage für die Aufnahme an der Universität ist die erfolgreiche Teilnahme an einer Aufnahmeprüfung. Das Turkmenische Staatsinstitut für Wirtschaftswissenschaften und Management ist eine von vier turkmenischen Universitäten, die an dem Programm Towards a Central Asian Higher Education Area, das unter anderem von der Europäischen Union durch das TEMPUS-Aktionsprogramm gefördert wird, teilnimmt.